# 광주보훈요양원
광주보훈요양원(光州報勳療養院)은 치매·중풍 등 노인성 질환으로 장기보호가 필요한 국가유공자와 그 유족들에게 체계적인 요양서비스를 제공하기 위하여 설립된 대한민국 국가보훈처 산하 한국보훈복지의료공단에서 운영하는 보훈요양원이다. 광주광역시 광산구 첨단월봉로 85 (산월동)에 위치하고 있다.

## 연혁
- 2008년 9월 4일 광주보훈요양원 개원

## 조직

### 의무실

#### 복지팀

##### 복지과
- 사회복지사
- 물리치료사
- 작업치료사

##### 운영과
- 시설관리

##### 간호과
- 간호사
- 간호조무사

## 입소 정원
| 구분         | 장기요양보호 | 장기요양보호 | 장기요양보호 | 주간보호 |
| ------------ | ------------ | ------------ | ------------ | -------- |
| 구분         | 정원         | 1인실        | 4인실        | 주간보호 |
| 국가유공자실 | 160인        | 8실          | 38실         | 25인     |
| 일반인실     | 40인         | -            | 10실         | 25인     |
| 계           | 200인        | 8실          | 48실         | 25인     |

## 같이 보기
- 김해보훈요양원
- 대구보훈요양원
- 대전보훈요양원
- 수원보훈요양원
- 광주보훈병원
- 원주보훈요양원